# Гінайло Микола Архипович
Мико́ла Архи́пович Гіна́йло (25 жовтня 1957, с. Згорани, тепер Головненська селищна громада, Ковельський район, Волинська область) — український військовик, голова правління Володимир-Волинського міського благодійного фонду «Матері Божої неустанної помочі», священик Волинської єпархії УПЦ КП.

## Життєпис
Народився 25 жовтня 1957 в селі Згорани, (тепер Головненська селищна громада, Ковельський район, Волинська область). 
Закінчив Пермське військове училище. П'ять років служив командиром техобслуговування авіаційної частини радянської армії у Польщі. Продовжив службу у вертолітних частинах Прикарпатського військового округу. У 1984 році займав посаду начальника групи авіаційного озброєння в Афганістані. Завершував службу в авіаційно-вертолітному полку в Бродах на Львівщині.
З 1989 року проживає у Володимирі-Волинському. Очолював місцеве відділення Спілки офіцерів України. У 1992 році був обраний депутатом Волинської обласної ради. 
22 роки віддав службі в армії, підполковник. 1994 року на виборах до ВРУ по Нововолинську капітан Микола Гінайло зняв свою кандидатуру на користь Левка Лук'яненка.
У 2007 році брав активну участь у діяльності «Лицарського ордену Архистратига Михаїла», мав титул великого канцлеру ордену.
Учасник Революції Гідності.
Митрофорний протоієрей. Перший і останній капелан 51-ї бригади.. Заступник командира 14-ї ОМБр із роботи з особовим складом; здійснював богослужіння в зоні бойових дій.
В жовтні 2015-го Гінайлу заборонили священнослужіння, він це пов'язує із передвиборчими перегонами — балотувався до Волинської обласної ради.
Представник ГО «Військові капелани Волині»

### Співпраця із віце-прем'єром Польщі Анджеєм Леппером
2 березня 2006 року польський політик, віце-маршалок Сейму, лідер партії Самооборона Республіки Польща Анджей Леппер призначив його своїм радником із питань громадської, профспілкової та економічної співпраці між Польщею та Україною.
А наступного 2007 року польська преса звинуватила отця у впливі на колишнього віце-прем'єра Польщі та у його зв'язках із СБУ чи російською розвідкою ГРУ. Інші радники Леппера Пйотр Подгурскі та Кшиштов Клузек використали факт призначення Миколи Гінайла радником для шантажу віце-прем'єра.
У 2017 знявся в документальному серіалі «Томаш Секельський. ТЕОРІЯ ЗМОВИ», де проводилось журналістське розслідування обставин загибелі Анджея Леппера.
У 2018 році прокуратура Польщі допитувала Миколу Гінайла у зв'язку із смертю віце-прем'ра Польщі в 2011 році.

## Нагороди і відзнаки
- Відзнака Президента України — ювілейна медаль «20 років незалежності України»[13]
- Відзнака Президента України — ювілейна медаль «25 років незалежності України» (22 серпня 2016) — за вагомий особистий внесок у зміцнення міжнародного авторитету Української держави, популяризацію її історичної спадщини і сучасних надбань та з нагоди 25-ї річниці незалежності України[14]
- відзнака «За заслуги перед містом Володимир-Волинський» (рішення від 26.06.2013 № 26/22)
- Почесна грамота Волинської обласної ради (розпорядження від 18.10.2017 № 453)
- медаль «Ветеран війни, учасник бойових дій»[15]